# Sobre la clemencia
Sobre la clemencia (en latín, De Clementia) es uno de los nueve diálogos escritos por Séneca, compuesto hacia el año 55 d. C., poco después del asesinato de Británico por parte de Nerón, emperador romano desde el año 54 d. C.. 
Séneca, que aún gozaba de mucha influencia sobre el joven Nerón, pretendía reconducir el camino de su pupilo, que ya mostraba signos de rebeldía y mal gobierno. La función de este tratado es muy clara, como pone de manifiesto Carmen Codoñer:

Séneca no refleja un modelo al que Nerón deba atenerse; tampoco […] refleja la imagen de Nerón como futuro modelo de 'príncipes'. Lo que hace es ofrecer la imagen de lo que Nerón está destinado a ser con el tiempo. El que ese futuro se cumpla depende de la adecuación a las normas, que Séneca va a exponer a continuación.
L. A. Séneca, Sobre la clemencia, Madrid, Tecnos, 1988, introducción, p. xxvi

Séneca partirá de la bondad natural del príncipe, que lo predispone para aprender las virtudes que él le enseña, pero solo aplicándola activamente Nerón podrá utilizar la clemencia para su propio beneficio, que es el mantenimiento del poder. 
Este texto es, por tanto, un tratado político, pero también la carta de un consejero político, lo que obliga a Séneca no sólo a un desmedido ensalzamiento de la figura del príncipe, llegando a compararlo con la divinidad, sino también a evitar la abstracción y el desarrollo teórico, porque la clemencia es “virtud política” que solo conviene al rey, pues solo él depende de la fama y la popularidad. Hay que pensar que toda la disquisición de Séneca sobre la clemencia no responde a su compasión por los ciudadanos romanos, sino a la búsqueda de la felicidad de su rey, lo que conllevaría al bienestar de la sociedad, entendiendo bienestar como estado de paz y satisfacción general. En palabras de Séneca:

Felicidad es conceder la vida a muchos, volverlos a la vida arrancándolos de la muerte y merecer el reconocimiento de los ciudadanos por tu clemencia. No hay ornato más digno de la alta colocación de un soberano, ni más bello, que la corona que se concede por salvar la vida a los ciudadanos; no las armas arrebatadas a los vencidos, no los carros ensangrentados con la sangre de los bárbaros, no los despojos conseguidos en guerra. El poder de los dioses es éste: salvar masas de gentes y colectividades
26, 5

Séneca, como buen estoico, considera que lo importante es refrenar las pasiones, pero en pos del reconocimiento social; porque, como afirma Marco Aurelio (otro gran pensador estoico que gobernó Roma 100 años después de De Clementia) en sus Meditaciones, “ser movido como un títere por los instintos corresponde… a las fieras, a los andróginos, a Fálaris y a Nerón” (Libro III, 16). Para Séneca, la clemencia no se relaciona con la compasión; antes bien, es consecuencia directa de la razón, que, en este caso, es la razón de Estado.